# 波斯尼亚和黑塞哥维那社会民主党 (1909年)
波斯尼亚和黑塞哥维那社会民主党（羅馬化：Socijaldemokratska stranka Bosne i Hercegovine）是波斯尼亚和黑塞哥维那共管地（奥匈帝国的一部分）的一个左翼马克思主义政党。该党成立于1909年6月28日。1919年4月，该党并入南斯拉夫社会主义工人党（共产党人）。该党的领导人是斯雷滕·雅克西奇。